# Göteborgs motorbåtsförening
A associação de lanchas de Gotemburgo(GMBF), é uma associação na ilha de Källö em Gotemburgo. Seu atual presidente é o Staffan Larsson